# Feuerwehr in Finnland

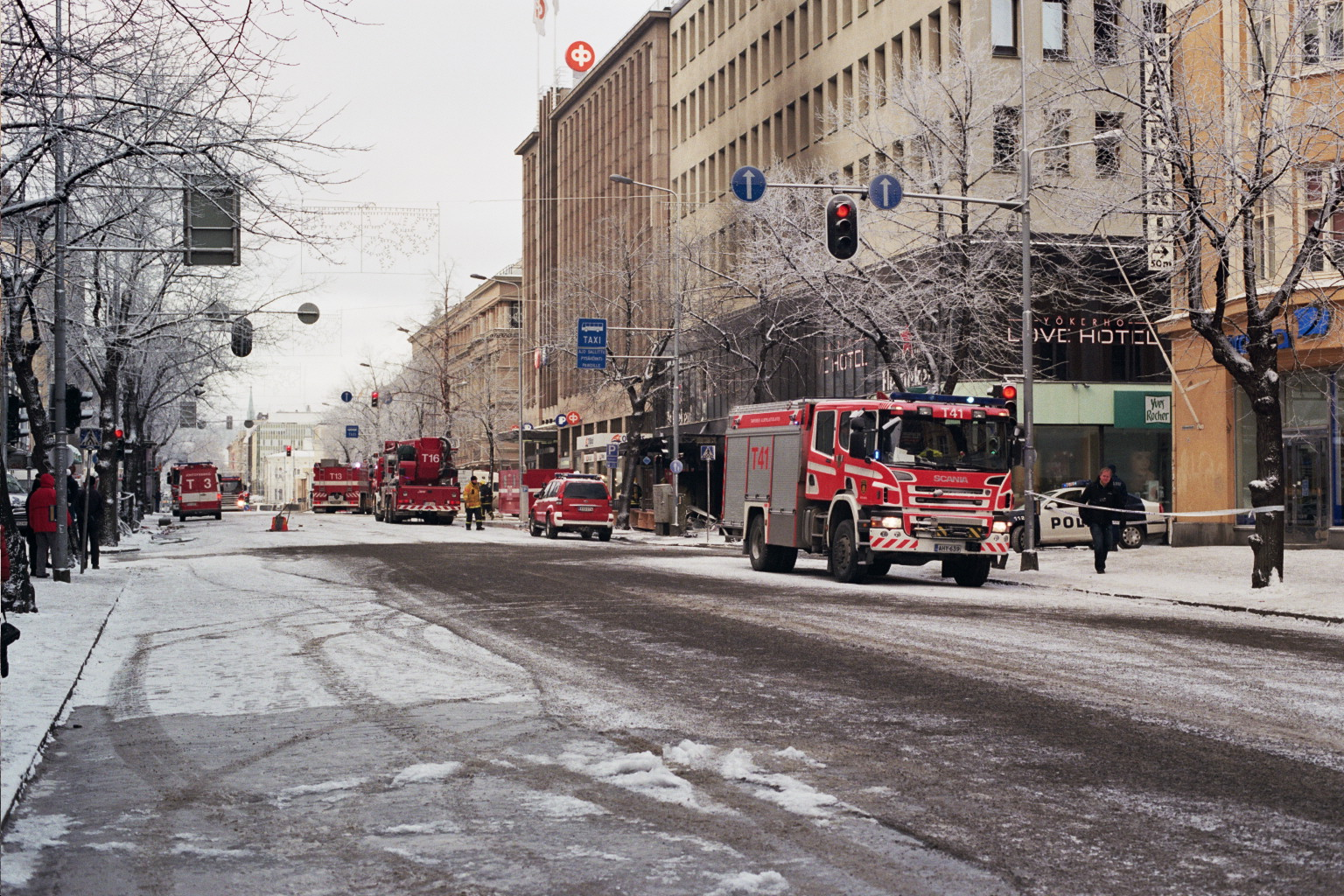
Brandbekämpfung in Tampere

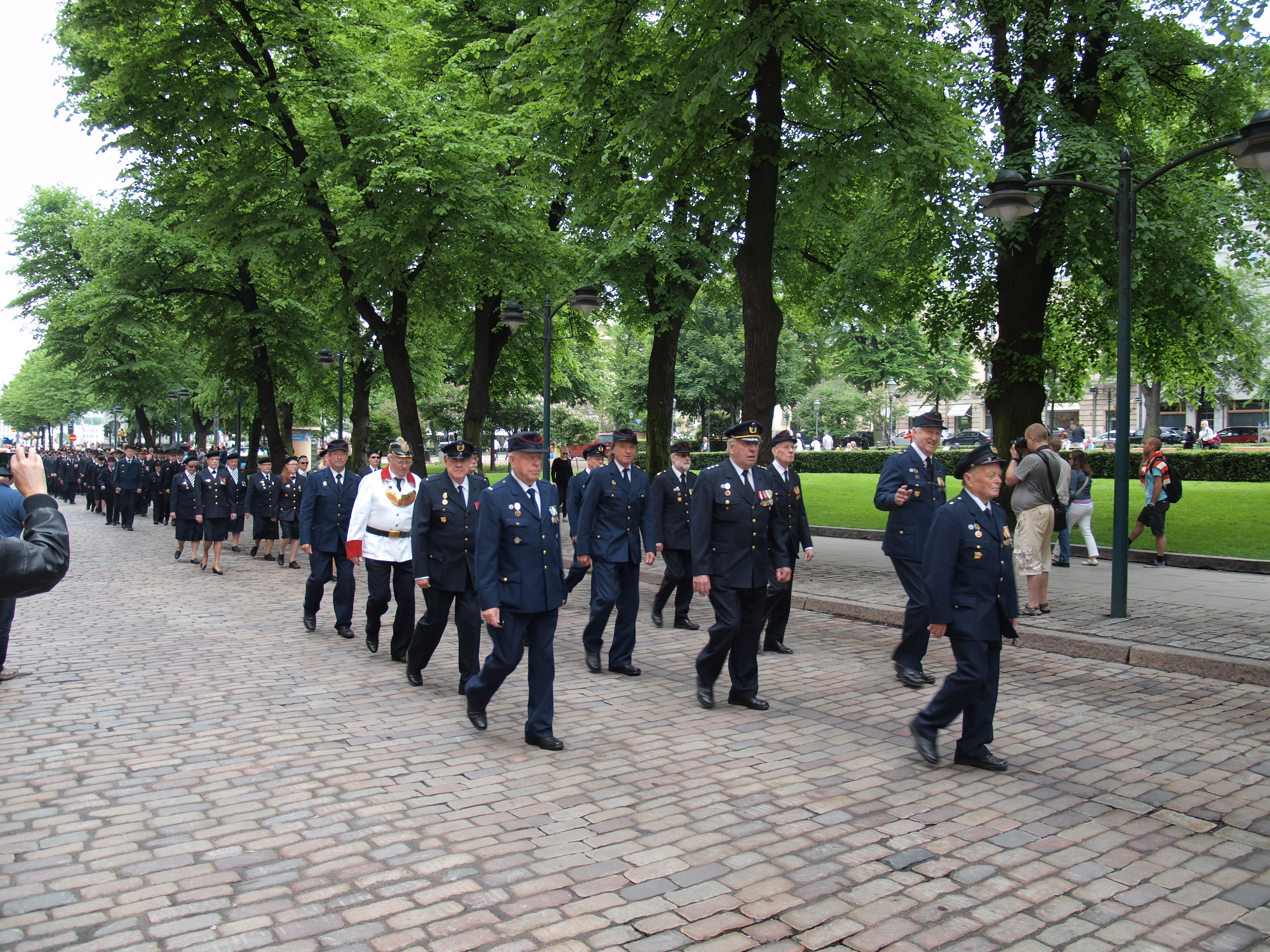
Feuerwehrmarsch im Zentrum von Helsinki

Die Feuerwehr in Finnland besteht aus rund 3.800 Berufsfeuerwehrleuten, 3.800 Feuerwehrleuten auf Teilzeitbasis und rund 11.600 freiwilligen Feuerwehrleuten.

## Allgemeines
In Finnland bestehen 896 Feuerwachen und Feuerwehrhäuser, in denen 1.535 Löschfahrzeuge und 80 Drehleitern bzw. Teleskopmasten für Feuerwehreinsätze bereitstehen. Insgesamt sind 19.267 Personen, davon 3.846 Berufsfeuerwehrleute, 3.806 Teilzeit-Feuerwehrleute und 11.615 freiwillige Feuerwehrleute, im Feuerwehrwesen tätig. Der Frauenanteil beträgt acht Prozent.

## Geschichte
Die Hauptstadt Helsinki erhielt eine neue Brandordnung im Jahr 1838. Es wurde ein Brandrat gewählt, der sich aus dem Bürgermeister und sechs Mitgliedern zusammensetzte. In der Brandordnung wurde der Bau zweier Feuerwachtürme vorgeschrieben, einer auf dem südlichen und der andere auf der nördlichen Anhöhe der Stadt. Diese Türme konnten im Jahr 1840 in Betrieb genommen werden. Bei Tag waren sie mit zwei Wachposten und in der Nachtzeit mit vier Wachposten besetzt. Insgesamt waren 60 Brandwächter bestellt. Ein Teil davon versah den Wachdienst auf den Türmen und die restlichen Männer bewachten die nächtliche Stadt zu Fuß.
Die erste Berufsfeuerwehr Finnlands ist die im Jahr 1861 gegründete Ständige Feuerwehr der Stadt Helsinki. In Finnland werden Berufsfeuerwehren als „Ständige Feuerwehren“ bezeichnet.
Ständige Feuerwehren waren bis zum Ende des Jahres 2002 kommunale Organisationen. Zum Jahresanfang 2003 erfolgte die Umwandlung des Feuerwehrwesens in regionale Organisationen. Im Jahr 2003 begannen die zwei ersten regionalen Rettungsdienste ihre Tätigkeit. Nach Abschluss der Umstrukturierungsmaßnahmen Ende 2004 sind in Finnland 22 regionale Rettungsdienste als Kombinationen der Berufsfeuerwehren und der Feuerwehren auf vertraglicher Basis tätig.

## Waldbrände
Nach einem ungewöhnlich heißen Sommerbeginn des Jahres 2021 in Skandinavien hatte ein heftiger Waldbrand im Nordwesten Finnlands eine Fläche von mehr als 300 Hektar zerstört. Das Feuer, das Ende Juli etwa 25 Kilometer südlich des Hafens von Kalajoki ausbrach, führte zu den größten Waldbränden seit 50 Jahren in dem skandinavischen Land. Rund 250 Einsatzkräfte, darunter neben Feuerwehrleuten auch Soldaten, beteiligten sich an den Löscharbeiten. In dem ohnehin spärlich besiedelten Gebiet waren keine Evakuierungen nötig.

## Nationale Feuerwehrorganisation
Die finnische Feuerwehrorganisation  Suomen Pelastusalan Keskusjärjestö (SPEK) repräsentiert die finnischen Feuerwehren mit ihren nahezu 20.000 Feuerwehrangehörigen im Weltfeuerwehrverband CTIF (Comité technique international de prévention et d’extinction du feu). Darüber hinaus bestehen Verbindungen insbesondere zu europäischen Feuerwehrverbänden, wie dem Deutschen Feuerwehrverband.